# One in a Million (dal)
A One in a Million Aaliyah amerikai énekesnő harmadik  kislemeze második, One in a Million című albumáról (az USA-ban második, mert az előző, a Got to Give It Up ott csak 1998-ban jelent meg).

## Fogadtatása
A dal nagy sikert aratott az amerikai Billboard R&B-slágerlistán, hat hétig állt az első helyen. Az Egyesült Királyságban a 15. helyig jutott, Új-Zélandon pedig ez lett az énekesnő első kislemeze, mely bekerült a Top 15-be; a 11. helyre került.

## Videóklip és remixek
A One in a Million videóklipjét Paul Hunter rendezte, aki ekkor rendezett először videóklipet. A klip egy hosszabb változata lett a dal remixének videóklipje, melyben Ginuwine, Timbaland és Missy Elliott is szerepel.
A videóklip elején Aaliyah egy fekete Ford Mustangon fekszik, Missy Elliott és Timbaland pedig a kocsiban ülnek. Nemsokára riporterek és rajongók rohamozzák meg a kocsit. Ezután Aaliyah egy sötét helyiségben látható, Ginuwine pedig közeledik hozzá. Egy másik jelenetben Aaliyah a biztonsági kamerán figyeli Ginuwine-t. Ezután egy fehér helyiségben Aaliyah egy másik férfival táncol, és Ginuwine figyeli a biztonsági kamerán át, majd Aaliyah belép a helyiségbe, és megmutatja, hogy Ginuwine neve van a karjára tetoválva. Ezután ismét a sötét szobában látjuk Aaliyah-t, amint fehér ruhában énekel, majd motoron távozik egy férfival.

### Hivatalos változatok, remixek
- One in a Million (Album version) – 4:30
- One in a Million (A Cappella) – 4:30
- One in a Million (Armand’s Drum‘n’Bass Mix) – 7:12
- One in a Million (Darkchild Remix) – 4:40
- One in a Million (Darkchild Remix Instrumental) – 4:13
- One in a Million (Geoffry’s House Mix) – 11:47
- One in a Million (Incredible B-Boy Orchestra) – 6:04
- One in a Million (Instrumental) – 4:30
- One in a Million (Nitebreed Bootleg Mix) – 7:13
- One in a Million (Nitebreed Mongolodic Dub) – 9:52
- One in a Million (Nitebreed Mongolodic Mix) – 9:23
- One in a Million (Timbaland Remix feat. Ginuwine) – 5:06
- One in a Million (Timbaland Remix Instrumental) – 5:07
- One in a Million (Wolf-D’s Big Bass Mix) – 4:26

## Változatok
| CD maxi kislemez (Egyesült Királyság; promó) 1. One in a Million (Album version) – 4:30 2. One in a Million (Instrumental) – 4:30 3. One in a Million (A Cappella) – 4:30 CD maxi kislemez; 12" bakelit (Egyesült Királyság) 1. If Your Girl Only Knew (Radio Edit) – 3:55 2. If Your Girl Only Knew (The New Remix) – 4:58 3. One in a Million (Dark Child Remix) – 4:41 4. One in a Million (Armand’s Drum & Bass Mix) – 7:11 CD maxi kislemez (Európa) 1. The One I Gave My Heart To (Soul Solution Club Mix) – 8:25 2. The One I Gave My Heart To (Soul Solution Dub) – 7:40 3. The One I Gave My Heart To (Bonus Beats) – 3:32 4. One in a Million (Nitebreed Mongolidic Mix) – 9:32 5. One in a Million (Armand’s Drum n’ Bass Mix) – 7:12 6. One in a Million (Geoffrey’s House Mix) – 11:47 7. One in a Million (Wolf D Big Bass Mix) – 4:26 CD maxi kislemez (USA) 1. The One I Gave My Heart To (Soul Solution Club Mix) – 8:25 2. The One I Gave My Heart To (Soul Solution Dub) – 7:40 3. One in a Million (Nitebreed Mongolidic Mix) – 9:23 4. One in a Million (Geoffrey’s House Mix) – 11:47 5. One in a Million (Armand’s Drum n’ Bass Mix) – 7:12 6. One in a Million (Wolf D Big Bass Mix) – 4:26 7. One in a Million (Nitebreed Dub) – 9:52 | 12" kislemez (USA; promó) 1. One in a Million (Timbaland Remix Instrumental) – 5:07 2. One in a Million (Darkchild Remix Instrumental)– 4:40 3. One in a Million (Timbaland Remix) feat. Ginuwine – 5:07 4. One in a Million (Darkchild Remix) – 4:40 12" kislemez (Egyesült Királyság; promó) 1. One in a Million (Darkchild Remix) – 4:40 2. One in a Million (Darkchild Remix Instrumental) – 4:13 3. One in a Million (Timbaland Remix) feat. Ginuwine – 5:06 4. One in a Million (Wolf-D’d Big Bass Mix) – 4:26 5. One in a Million (Armand’s Drum ‘N’ Bass Mix) – 7:12 12" kislemez (USA; promó) 1. One in a Million (Nitebreed Mongolidic Mix) – 9:23 2. One in a Million (Incredible B-Boy Orchestra Mix) – 6:04 3. One in a Million (Geoffrey’s House Mix) – 11:47 4. One in a Million (Armand’s Drum n’ Bass Mix) – 7:12 5. One in a Million (Wolf D Big Bass Mix) – 4:26 6. One in a Million (Nitebreed Mongolidic Dub) – 9:52 7. One in a Million (Nitebreed Bootleg Mix) – 7:13 |

## Helyezések
| Slágerlista (1997)                      | Legmagasabb helyezés |
| --------------------------------------- | -------------------- |
| USA Billboard Hot 100 Airplay           | 25                   |
| USA Billboard Hot Dance Music/Club Play | 2                    |
| USA Billboard Rhythmic Top 40           | 2                    |
| USA Billboard Hot R&B/Hip-Hop Airplay   | 1 (6 hétig)          |
| Ausztrál ARIA Top 100 kislemez          | 62                   |
| Brit Top 75 kislemez                    | 15                   |
| Új-zélandi RIANZ Top 50 kislemez        | 11                   |